# آنتسامبالاهی
آنتسامبالاهی (به لاتین: Antsambalahy) یک منطقهٔ مسکونی در ماداگاسکار است که در بخش آنتالاها واقع شده‌است. آنتسامبالاهی ۱۱٬۲۸۴ نفر جمعیت دارد و ۲۳۶ متر بالاتر از سطح دریا واقع شده‌است.